# Calçada na Catribana

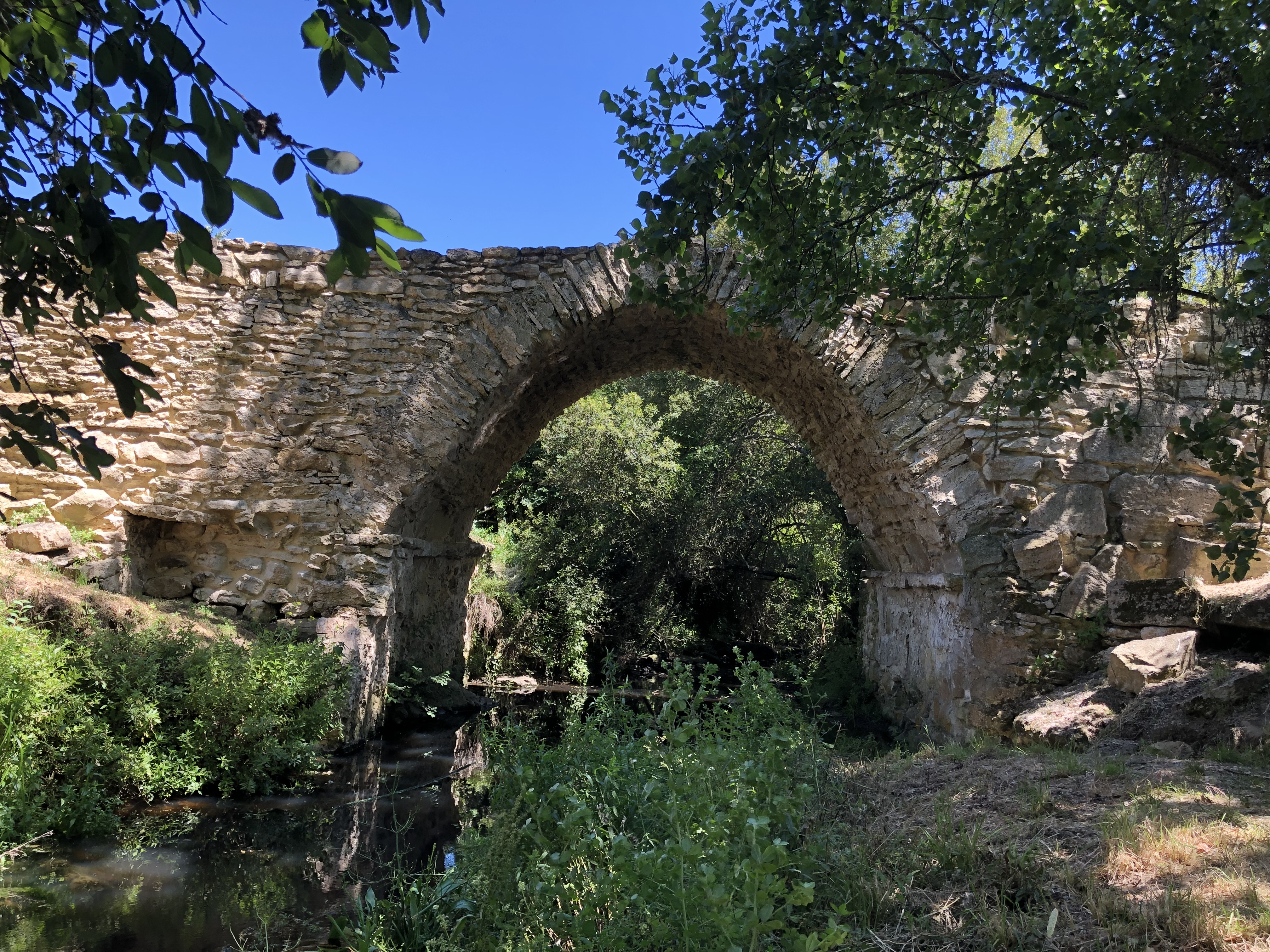
A Ponte da Catribana

A Calçada e ponte romanas e azenhas na Catribana é um conjunto patrimonial composto por calçada e ponte da época romana e azenhas, conjunto localizado na Catribana, na freguesia de São João das Lampas e Terrugem, no município de Sintra, em Portugal.
O conjunto constituído pela calçada e ponte romanas e azenha na Catribana estáq classificado como Imóvel de Interesse Público desde 1992.